# Alvise Pisani

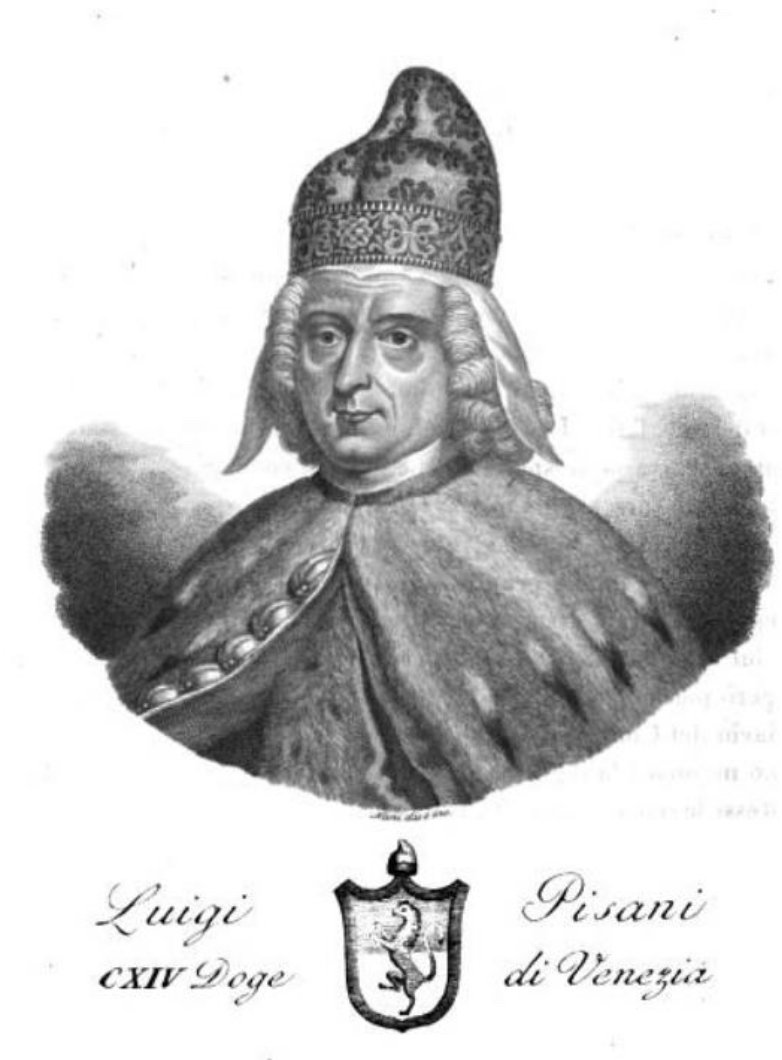
Darstellung des Dogen „Luigi Pisani“ aus den frühen 1830er Jahren, Antonio Nani: Serie dei Dogi di Venezia intagliati in rame da Antonio Nani. Giuntevi alcuni notizie biografiche estese da diversi, Bd. 1, Merlo, Venedig 1840, o. S. (Google Books)

Alvise Pisani (* 1. Januar 1664 in Venedig; † 17. Juni 1741 ebenda) war, folgt man der staatlich gesteuerten Geschichtsschreibung der Republik Venedig, ihr 114. Doge. Er regierte von seiner Wahl am 17. Januar 1735 bis zu seinem Tod, also insgesamt sechseinhalb Jahre.
Pisani begann seine Ämterlaufbahn ungewöhnlich früh mit kaum 20 Jahren, stieg dabei schnell in den inneren Kreis, also in Senat und Dogenrat auf. Auch auf dem Gebiet Oberitaliens, das Venedig untertan war, der Terraferma, empfahl er sich für die höchsten Ämter. Darüber hinaus war er mehrere Jahre als Botschafter in Frankreich, ebenso wie als Sondergesandter in England. Dies war umso wichtiger, als Venedig versuchte, Neutralität zwischen den kriegführenden Großmächten zu wahren und auch den Friedensschluss mit den Osmanen zu sichern, der 1718 geschlossen wurde. Nachdem Pisani 1722 und 1732 vergeblich versucht hatte, sich zum Dogen wählen zu lassen, gelang ihm dies schließlich beim dritten Versuch am 17. Januar 1735.

## Familie

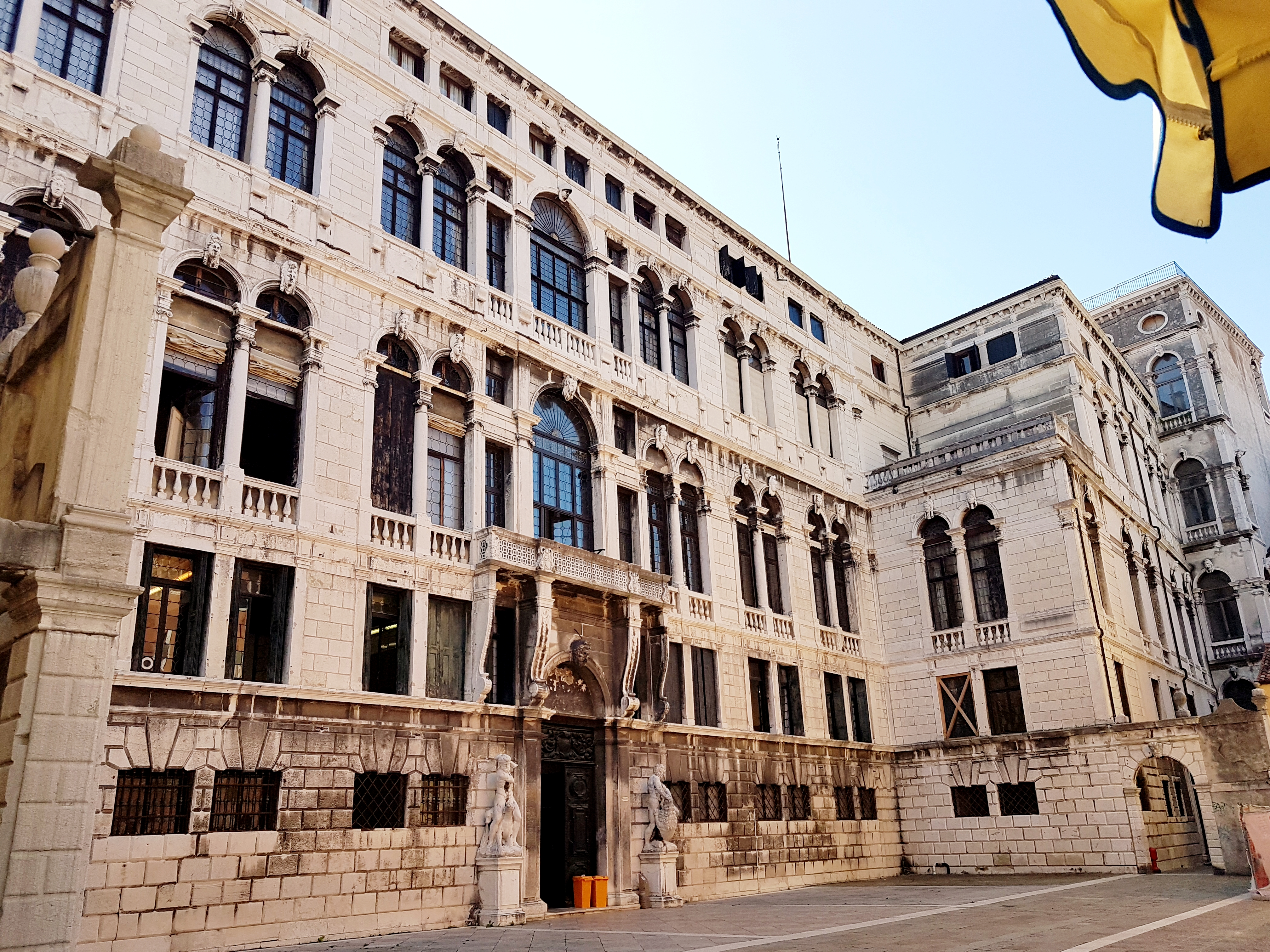
Fassade des Palazzo Pisani a Santo Stefano

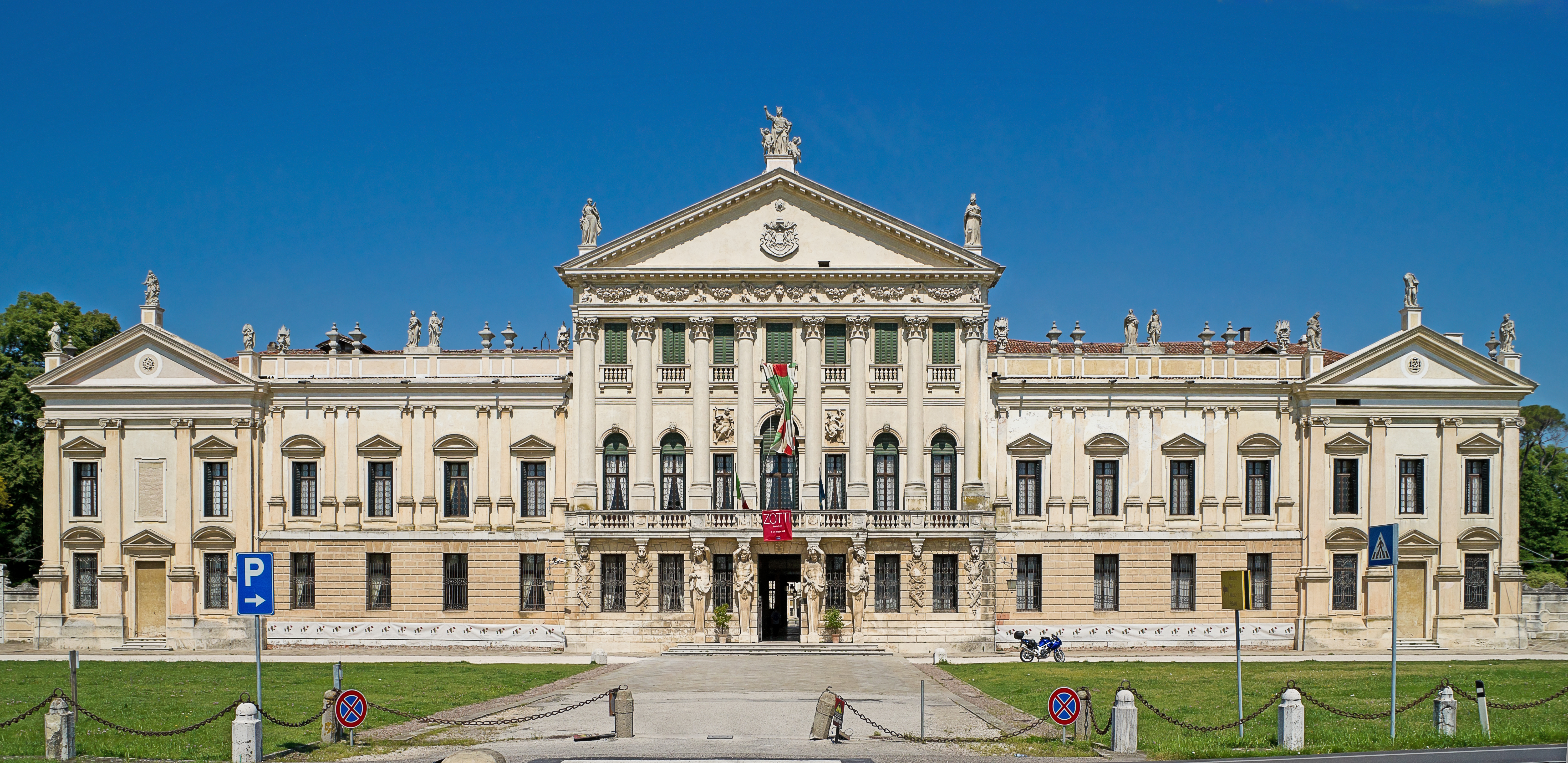
Die Villa Pisani am Brenta

Die Pisani gehörten zu den reichsten venezianischen Familien ihrer Zeit. Berühmtester Spross der Familie war Admiral Vettor Pisani, der die Genuesen im Chioggia-Krieg geschlagen und endgültig aus Venedigs adriatischem Einflussbereich vertrieben hatte. Der Familienzweig des Dogen besaß den eindrucksvollen Stadtpalast Palazzo Pisani a Santo Stefano am Campo Santo Stefano sowie die Villa Pisani am Brenta.
Alvise wurde als dritter von sechs Söhnen des Gianfranceso Pisani, Sohn des Prokurators Almorò, und der Paolina Contarini, Tochter des Prokurators Andrea, Sohn des Carlo Contarini, geboren.
Verheiratet war Alvise Pisani ab 1683 mit Elena Badoer aus dem vermögenden Familienzweig von San Moisè, die nach seiner Wahl den Titel Dogaressa trug. Aus der Ehe gingen vier Söhne hervor, darunter der spätere Prokurator von San Marco Alvise III. Pisani.

## Leben

### Ämterlaufbahn (ab 1684)
Alvise Pisani besuchte ein Collegio, an dem nur Angehörige des Adels, der nobili lernten. Am 21. Juni 1684 wurde er, wie es für männliche Angehörige seines Standes üblich war, zum Savio agli Ordini, längst eine geradezu verpflichtende Etappe in der Ämterlaufbahn. Das sehr frühe Datum – er war noch nicht einmal 20 Jahre alt – resultiert daher, dass man ihn zu Ehren seines Onkels Lorenzo vorzog, der 1667 im Kampf gegen die Osmanen ums Leben gekommen war.

#### Capitanoin Padua (1686–1687), Dogenrat (1688),Savio di Terraferma(1692–1694)
Kurz nachdem Alvise Pisani dieses Amt vom 13. Februar bis Juni 1685 innegehabt hatte, wurde er am 11. August 1686 zum Capitano in Padua gewählt, einen Posten, den er bis Dezember 1687 innehatte. Bereits am 1. Februar 1688 war er einer der Consiglieri ducali, der Dogenräte (bis zum 31. Januar 1689). Damit war er im inneren Kreis angekommen.
Danach war er allerdings beinahe drei Jahre politisch inaktiv. Er wurde erst im zweiten Halbjahr 1692 – dann auch 1693 und 1694 – einer der Cinque savi di Terraferma, also einer der fünf Patrizier, die für die Terraferma, den venezianischen Teil Oberitaliens verantwortlich waren. Damit qualifizierte man sich zu dieser Zeit normalerweise für weitere höhere Ämter.

#### Botschafter in Paris (1698–1703)
Am 28. Mai 1698 wurde Pisani Botschafter in Paris. Dieses teure und äußerst komplexe Amt am höchst angesehenen Hof Europas hatten bis dahin sieben Patrizier abgelehnt. Ende Januar 1699 verließ Pisani Venedig und erreichte Paris am 16. Mai 1699. Es gelang ihm, bei Ludwig XIV. trotz seiner Jugend hohes Ansehen zu gewinnen, denn er war eine elegante Erscheinung, redegewandt und zugleich würdevoll im Auftreten, vor allem aber angenehm im Umgang. Doch dann geriet Pisani angesichts des Krieges um die Nachfolge im Hause Habsburg, des spanischen Erbfolgekriegs, in eine schwierige Situation. Nun standen französische und kaiserliche Truppen in Italien, und Pisanis Proteste, die venezianische Neutralität würde nicht respektiert, verkehrten sich insofern, als er nun rechtfertigen musste, warum Venedig nicht im Bunde mit Frankreich stehe. Nachdem er noch zum Ritter geschlagen worden war, verließ er im Mai 1703 Paris.

#### Vielfacher Dogenrat, weitere Ämter (ab 1703)
In Venedig wurde er sogleich wieder Savio del Consiglio, ein Amt, das für die Außenpolitik von großer Bedeutung war. Er bekleidete diese Position insgesamt 32 Mal, war zudem vielfach mit anderen Ämtern belastet. Zu diesen anspruchsvollen Ämtern zählte etwa der Sopraprovveditore all’esazione del Denaro im 2. Halbjahr 1705, darüber hinaus der eines Sopraprovveditore alla provvision del Denaro von September bis Dezember 1706 oder eines Sopraprovveditore all’esazione del Denaro zwischen April und Juni 1708, zu den aufwändigsten Positionen im Finanzsektor.

#### Sondergesandter in London (1706–1707), weitere Ämter, Prokurator (1711)
Dann wurde er, zusammen mit Nicolò Erizzo, im Oktober 1706 nach London geschickt, wo die beiden bis zum 8. Juni 1707 als Sondergesandte blieben. Ihre Aufgabe hatte anfangs nur darin bestanden, Königin Anna zur Thronbesteigung zu beglückwünschen, doch blieben sie deutlich länger.
Wieder in Venedig wechselten sich weiterhin die höchsten Ämter ab. Der Saviato del Consiglio (jeweils Oktober bis März der Jahre 1708–1712) und schwierige Finanzmagistraturen, wie die eines Provveditore del Denaro jeweils für einige Monate in den Jahren 1708, 1709 und 1710, gehörten dazu, dann der für die Universität Padua zuständige Riformatore dello Studio di Padova (10. Oktober 1709 bis 9. Oktober 1711), danach mehrfach vom 14. Oktober 1713 bis zum 13. Oktober 1715 und ebenso in den Jahren 1718 und 1720 und abermals vom 4. Januar 1730 bis zum 3. Januar 1732.
Am 6. April 1711 wurde Pisani zum Procuratore di S. Marco de supra gewählt, die zweithöchste Stellung nach dem Dogen. Zwar wurde er für eine Gesandtschaft zum spanischen König Karl III. gewählt, auch sollte er dazu in Mailand seinen Kollegen Andrea Da Lezze treffen, doch ist unklar, ob es jemals zur Ausführung der Gesandtschaftsreise kam.
Von 1712 bis 1716 wieder Savio del Consiglio (im zweiten Halbjahr), übernahm er im Rest des Jahres den Posten eines Deputato al Commercio. 1713 wurde er Revisore e regolatore dei Dazi, im nächsten Jahr Provveditore sopra Monasteri, womit er die Frauenklöster beaufsichtigte. 1718 war er Sovrintendente alle Decime del clero, kontrollierte und steuerte also die Abgaben des Klerus.

#### Zwei vergebliche Versuche Doge zu werden (1722, 1732), erfolgreiche Dogenwahl
Im Krieg gegen die Osmanen um die Morea, den Peloponnes also, verlor sein Bruder Andrea, der die venezianische Flotte kommandierte, sein Leben auf Korfu, als ein Sprengstofflager explodierte, wohl im Jahr 1718. Dies zu einem Zeitpunkt, als der Friedensvertrag schon unterschrieben war.
In den Folgejahren erhielt Alvise Pisani so viele Ämter, dass sie kaum alle aufgezählt werden können. 1721 sollte er an einer Sondergesandtschaft zu Papst Innozenz XIII. teilnehmen. Am 15. Juli 1730 ging er wieder als Sondergesandter nach Rom, um dem neuen Papst Clemens XII. zu gratulieren.
1722 hatte er zum ersten Mal versucht, sich zum Dogen wählen zu lassen, war jedoch gescheitert, ebenso wie zehn Jahre später gegen seinen Vorgänger Carlo Ruzzini.
Alvise Pisani wurde am 17. Januar 1735 im Alter von 71 Jahren schließlich doch noch, wie in dieser Zeit üblich, sogar einstimmig und im ersten Wahlgang, zum Dogen gewählt.

### Das Dogenamt
Zwar genoss er in Venedig den Ruf eines Geizhalses, seine Wahl jedoch wurde über drei Tage mit verschwenderischen Festlichkeiten, Bällen und abendlichem Feuerwerk gefeiert sowie mit großzügigen Geschenken, Brot und Münzen für das Volk. Prunk und Verschwendung prägten auch seine Regierungszeit. Die Republik, deren Stern schon im Sinken war, erfreute sich zwar einer Zeit innerer und äußerer Ruhe, nur der Patriarch von Aquileia spann seine Intrigen, die zu vorübergehenden außenpolitischen Scharmützeln mit dem Sultan und Österreich führten.
Obwohl sich einige Patrizier der Notwendigkeit von inneren Reformen bewusst waren, verschloss sich die Mehrheit allen Reformbestrebungen. Der Dichter und Gelehrte Francesco Scipione Maffei empfahl, das Volk an der Macht zu beteiligen, stieß aber auf taube Ohren.
Stark ausgebaut wurde die Villa Pisani in Stra in dieser Zeit, obwohl Pisani nur kurze Zeit Doge war. Die weiteren Arbeiten wurden dem Architekten Francesco Maria Preti anvertraut, doch dauerte es bis zur Fertigstellung noch zwanzig Jahre. Derlei Prestigeprojekte, dann die zahlreichen, teuren Ämter im Namen der Republik, darüber hinaus der aufwändige Lebensstil, unterminierten auf lange Sicht selbst die wirtschaftliche Sicherheit der Pisani. Die Decima von 1712 ermittelte Jahreseinnahmen von über 35.000 Dukaten, und trotz der besagten Aufwendungen lag diese mit 34.000 nur geringfügig niedriger als zuvor. Wohl auf dem Weg nach Stra erlag der Doge einem Schlaganfall.

## Grabmal

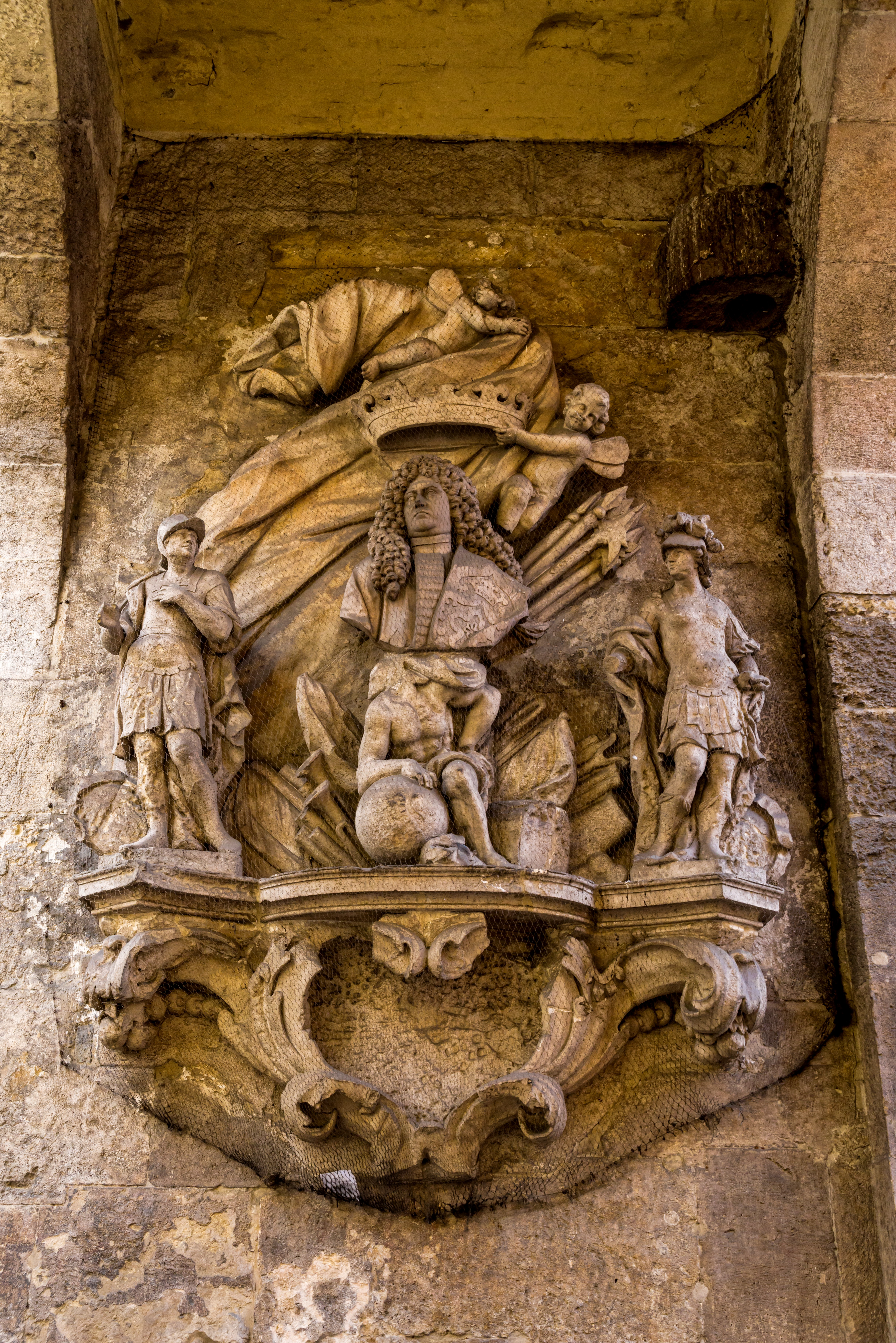
Darstellung des Dogen an der Porta altinate in Padua

Pisani wurde zunächst in der Kirche S. Andrea della Certosa beigesetzt, die unter Napoleon abgerissen wurde. Später wurde sein Leichnam unter dem St.-Peters-Altar in der Kirche San Andrea al Lido bestattet. Sein Grabmal ist nicht erhalten, da die Kirche nach ihrer Profanierung ab 1810 für militärische Zwecke genutzt und später gleichfalls abgerissen wurde.
Er erhielt dazu die Genehmigung – ein in Venedig einmaliger Vorgang – das Grabmal eines anderen Dogen durch sein eigenes zu ersetzen. Dabei handelte es sich um das Monument des Carlo Contarini, Doge von 1655 bis 1656, und seiner Frau Paolina Loredan. Zudem widersprach das Monument an der Fassade einem zentralen Grundsatz der Republik, dass nämlich kein Doge in dieser Form im Stadtraum, außerhalb der Kirche verehrt werden durfte.
In der Sala dello Scrutinio im Dogenpalast schuf der Maler Francesco Salvatore Fontebasso ein Porträt des Dogen.